# João Batista Pereira
João Batista Pereira (1835 — 1899) foi um político brasileiro.

## Vida
Foi presidente da província de São Paulo, de  5 de fevereiro a 7 de dezembro de 1878.